# 日盛
日盛（にちじょう、天保2年10月11日（1831年11月14日） - 明治25年（1892年）6月25日）は、大石寺第53世法主。板倉姓。板倉阿闍梨。広道院。道号は泰覚。

## 略歴
- 1831年（天保2年）10月11日、江戸に誕生。
- 1842年（天保13年）10月22日、51世日英を師として得度。
- 1845年（弘化2年）10月13日、細草檀林に入檀。
- 1859年（安政6年）12月1日、大石寺36代学頭となる。
- 1860年（万延元年）、平井信行寺住職を務める。寺社奉行所に申状を上る。
- 1862年（文久2年）12月、52世日霑より法の付嘱を受け、大石寺第53世日盛として登座。
- 1865年（慶応元年）5月7日、53世日盛が退座。51世日英が再登座。
- 1892年（明治25年）6月2日、60歳で死去した。

| 先代 日霑 | 大石寺住職一覧 | 次代 日胤 |